# Enrique Arias Vega
Enrique Arias Vega   (Bilbao, 1943)  és un periodista i economista basc.

## Biografia
Diplomat a la Universitat Stanford, porta escrivint gairebé quaranta anys. Els seus articles han aparegut en la major part dels diaris espanyols, a la revista italiana Terzo Mondo i al periòdic Noticias del Mundo de Nova York.
Entre altres càrrecs, ha estat director d'El Periódico de Catalunya i El Adelanto, de Salamanca, i l'edició d'ABC del País Valencià, així com director general de publicacions del Grupo Zeta i assessor de diverses empreses de comunicació.
En els últims anys, ha alternat les seves col·laboracions en premsa, ràdio i televisió amb la literatura, havent obtingut diversos premis en les dues tasques, entre ells el Premio Nacional de Periodismo Gastronómico Álvaro Cunqueiro (2004), el de Novela Corta Ategua (2005), el de periodisme social del País Valencià, Conviure (2006) i el de Compostela Monumental (2011).
Els seus últims llibres publicats han estat una compilació d'articles de premsa, España y otras impertinencias (2009), i una altra de relats curts, Nada es lo que parece (2008). És autor, també, entre altres obres, de la novel·la El Ejecutivo (2006), de la qual ja van publicades tres edicions, de Ir contracorriente (2007), de Valencia, entre el cielo y el infierno (2008) i d'una antologia anomenada Personajes de toda la vida (2007).